# Johann Gottlieb Schummel

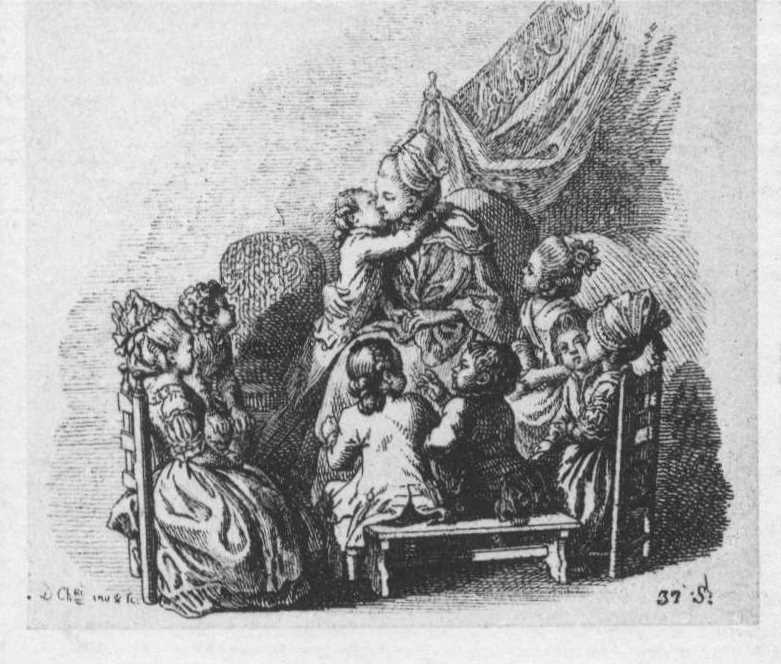
Titelvignette zu „Kinderspiele und Gespräche“ (1776–77), von Daniel Chodowiecki

Johann Gottlieb Schummel (* 8. Mai 1748 in Seitendorf bei Hirschberg; † 23. Dezember 1813 in Breslau, Provinz Schlesien) war ein deutscher Schriftsteller und Lehrer.

## Leben
Schummel, dessen Vater Lehrer war, studierte von 1767 bis 1769 in Halle Theologie. Nach dem (aus Armut abgebrochenen) Studium wurde er 1771 Lehrer, zuerst in Magdeburg. Dort gab er zusammen mit Johann Samuel Patzke und Berklan die Wöchentlichen Unterhaltungen (1777–1779) heraus. Nach einer Tätigkeit an der Ritterakademie in Liegnitz war er ab 1788 bis zu seinem Tod Lehrer und Rektor am Elisabet-Gymnasium in Breslau. Der Stil seiner Erzählungen folgt den Romanen von Laurence Sterne. Später vertrat Schummel eine propreußische gemäßigte Aufklärung.
Sein satirischer Roman Spitzbart wurde vom Fernsehen der DDR unter dem Titel Schulmeister Spitzbart verfilmt. Inmitten einer Zeit, die von den pädagogischen Ideen Johann Bernhard Basedows, von der Erziehung zu einem abstrakten Idealismus und zu individueller Genialität fasziniert war, musste eine Satire auf alle jene hochfliegenden Projekte, denen es zur Verwirklichung an den elementarsten pädagogischen Fähigkeiten sowie an den ökonomischen Voraussetzungen fehlte, gleichermaßen Befürworter wie erbitterte Gegner auf den Plan rufen.
Vieles in der Biographie des jungen Schummel, seine Erfahrungen mit Elternhaus und Schule, weisen erstaunliche Parallelen mit dem Lebenslauf des begabteren Dichters Karl Philipp Moritz auf. Der las seinen Vorläufer, verriss aber Schummels Empfindsame Reisen besonders kategorisch im Anton Reiser:
„Wie er denn z. B. bei Die empfindsamen Reisen durch Deutschland von Schummel das Urteil schrieb: ein exercitium extemporaneum, weil der Verfasser selbst gestand, daß er alle die verschiedenen Sachen in diesem dicken Buche bloß zusammengeschrieben habe, damit man urteilen solle, zu welchem Fach in der Schriftstellerei er sich wohl am besten schicken würde.(…) Nicht leicht hat Reisern bei irgendeinem Buche die Zeit, welche er auf das Lesen desselben gewandt hatte, mehr gereut als bei diesen empfindsamen Reisen.“
Immerhin räumt Moritz dann versöhnlich ein:
„Der Verfasser dieser empfindsamen Reisen hat nachher dies exercitium extemporaneum durch seinen Spitzbart hinlänglich wieder gutgemacht.“
Auch Goethe äußerte sich abfällig über Schummels Reisebuch.
Sein Sohn Theodor Emil Schummel (1786–1848) war Privatlehrer, Botaniker und Entomologe.

## Werke
- Empfindsame Reisen durch Deutschland, 3 Bde., Verlag Samuel Gottfried Zimmermann, Wittenberg und Zerbst 1771/1772.
- Das Duell: Ein Lustspiel in Drey Aufzügen von dem Verfasser der Empfindsamen Reise durch Deutschland, 1773. 
  - Neuausgabe herausgegeben und mit einem Nachwort versehen von Alexander Košenina. Wehrhahn-Verlag, Hannover 2012, ISBN 978-3-86525-189-3.
- Lustspiele ohne Heyrath. Wittenberg/Zerbst: Zimmermann 1773 (Digitalisat),  enthält:  1. Die unschuldige Frau oder viel Lermen um Nichts, ein Lustspiel in Einem Aufzuge  2. Das Duell. Ein Lustspiel in Drey Aufzügen  3. Der Würzkrämer und sein Sohn, Eine Schulkomödie in Einem Aufzuge
- Uebersetzer-Bibliothek zum Gebrauche der Uebersetzer, Schulmänner und Liebhaber der alten Litteratur, Wittenberg und Zerbst 1774.
- Fritzen's Reise nach Dessau, Leipzig, Crusius, 1776.
- Spitzbart, eine komisch-tragische Geschichte für unser pädagogisches Jahrhundert, 1779. Neuausgaben: Gustav Kiepenheuer Verlag, Weimar 1974; C.H. Beck Verlag, München 1983, ISBN 978-3-40609-078-3.
- Wilhelm von Blumenthal oder Das Kind der Natur, 2 Bände, 1780/1781.
- Beschreibung der Sitten und Gebräuche in Italien / von Joseph Baretti ... Aus der zweyten Englischen Ausgabe übersetzt, und mit Anmerkungen und Zusätzen begleitet von Johann Gottlieb Schummel, Professor der Geschichte bei der Ritter-Academie zu Lignitz Band Theil 1[1]
- Beschreibung der Sitten und Gebräuche in Italien / von Joseph Baretti ... Aus der zweyten Englischen Ausgabe übersetzt, und mit Anmerkungen und Zusätzen begleitet von Johann Gottlieb Schummel, Professor der Geschichte bei der Ritter-Academie zu Lignitz Band Theil 2[2]
- Der kleine Voltäre. Eine deutsche Lebensgeschichte, 1782.
- Moralische Bibliothek für den jungen deutschen Adel, 1785.
- Schummels Reise durch Schlesien im Julius und August 1791, Breslau 1792.
- Die Revolution in Scheppenstedt, 1794.
- Das Wohl des Staates, gebaut auf Zwietracht, 1798.
- Apologie der Gräfin Lichtenau, 1808.
- Spitzbart, eine komi-tragische Geschichte. Mit einem Vorwort u. Anmerkungen von C. G. von Maassen. München, Georg Müller, 1920. (Die Bücher der Abtei Thelem. Bd. 34.)